# The Mandarin Mystery
Pour plus de détails, voir Fiche technique et Distribution.
The Mandarin Mystery est un film américain de 1936 réalisé par Ralph Staub inspiré de The Chinese Orange Mystery, un roman mettant en vedette le personnage de détective Ellery Queen.

## Fiche technique
- Réalisation : Ralph Staub
- Scénario : Cortland Fitzsimmons
- Date de sortie : 9 novembre 1936

## Distribution
| Acteur            | Personnage        |
| ----------------- | ----------------- |
| Eddie Quillan     | Ellery Queen      |
| Charlotte Henry   | Josephine Temple  |
| Rita La Roy       | Martha Kirk       |
| Wade Boteler      | Inspetor Queen    |
| Franklin Pangborn | Mellish           |
| George Irving     | Dr Alexander Kirk |
| Kay Hughes        | Irene Kirk        |
| William Newell    | Guffy             |
| George Walcott    | Donald Trent      |